# Haragîș, Cantemir
Haragîș este un sat din raionul Cantemir, Republica Moldova.

## Demografie

### Structura etnică
Structura etnică a localității conform recensământului populației din 2004:
| Grup etnic                    | Populație | % Procentaj |
| ----------------------------- | --------- | ----------- |
| Băștinași declarați Moldoveni | 983       | 99,49%      |
| Ucraineni                     | 2         | 0,20%       |
| Ruși                          | 2         | 0,20%       |
| Bulgari                       | 1         | 0,10%       |
| Total                         | 988       |             |

## Administrație și politică
Componența Consiliului local Haragîș (9 consilieri), ales la 5 noiembrie 2023, este următoarea:
|  | Partid                            | Consilieri | Componență | Componență | Componență | Componență | Componență | Componență | Componență | Componență |
|  | --------------------------------- | ---------- | ---------- | ---------- | ---------- | ---------- | ---------- | ---------- | ---------- | ---------- |
|  | Partidul Social Democrat European | 8          |            |            |            |            |            |            |            |            |
|  | Partidul Acțiune și Solidaritate  | 1          |            |            |            |            |            |            |            |            |